# Halowe Mistrzostwa Europy w Lekkoatletyce 1990 – trójskok mężczyzn
Trójskok mężczyzn – jedna z konkurencji technicznych rozgrywanych podczas halowych lekkoatletycznych mistrzostw Europy w  hali Kelvin Hall w Glasgow. Rozegrano od razu finał 3 marca 1990. Zwyciężył reprezentant Związku Radzieckiego Igor Łapszyn. Tytułu zdobytego na poprzednich mistrzostwach nie bronił Mykoła Musijenko z ZSRR.

## Rezultaty

### Finał
Opracowano na podstawie materiału źródłowego.
| Miejsce | Zawodnik            | Wynik | Uwagi |
| ------- | ------------------- | ----- | ----- |
| 1       | Igor Łapszyn        | 17,14 |       |
| 2       | Oleg Sakirkin       | 16,70 |       |
| 3       | Tord Henriksson     | 16,69 |       |
| 4       | Vernon Samuels      | 16,57 |       |
| 5       | Jörg Frieß          | 16,52 |       |
| 6       | Andrzej Grabarczyk  | 16,52 |       |
| 7       | Dario Badinelli     | 16,27 |       |
| 8       | John Herbert        | 16,18 |       |
| 9       | Kersten Wolters     | 16,16 |       |
| 10      | Marios Chadziandreu | 15,83 |       |
| 11      | Spyros Kurmusis     | 15,80 |       |